# Spoorlijn Cavignac - Coutras
De spoorlijn Cavignac - Coutras was een Franse spoorlijn van Cavignac naar Coutras. De lijn was 25,6 km lang en heeft als lijnnummer 581 000.

## Geschiedenis
De lijn werd geopend door de Compagnie du chemin de fer des Charentes op 19 oktober 1874. Personenvervoer werd opgeheven op 5 december 1938, goederenvervoer op 1 juli 1966.
Sinds 1972 maakt de Train touristique de Guîtres à Marcenais (TTGM) gebruik van het gedeelte tussen Marcenais en Guîtres.

## Aansluitingen
In de volgende plaatsen is of was er een aansluiting op de volgende spoorlijnen:
Cavignac
RFN 500 000, spoorlijn tussen Chartres en Bordeaux-Saint-Jean
Marcenais
RFN 582 000, spoorlijn tussen Marcenais en Libourne
Coutras
RFN 570 000, spoorlijn tussen Paris-Austerlitz en Bordeaux-Saint-Jean
RFN 621 000, spoorlijn tussen Coutras en Tulle

## Galerij

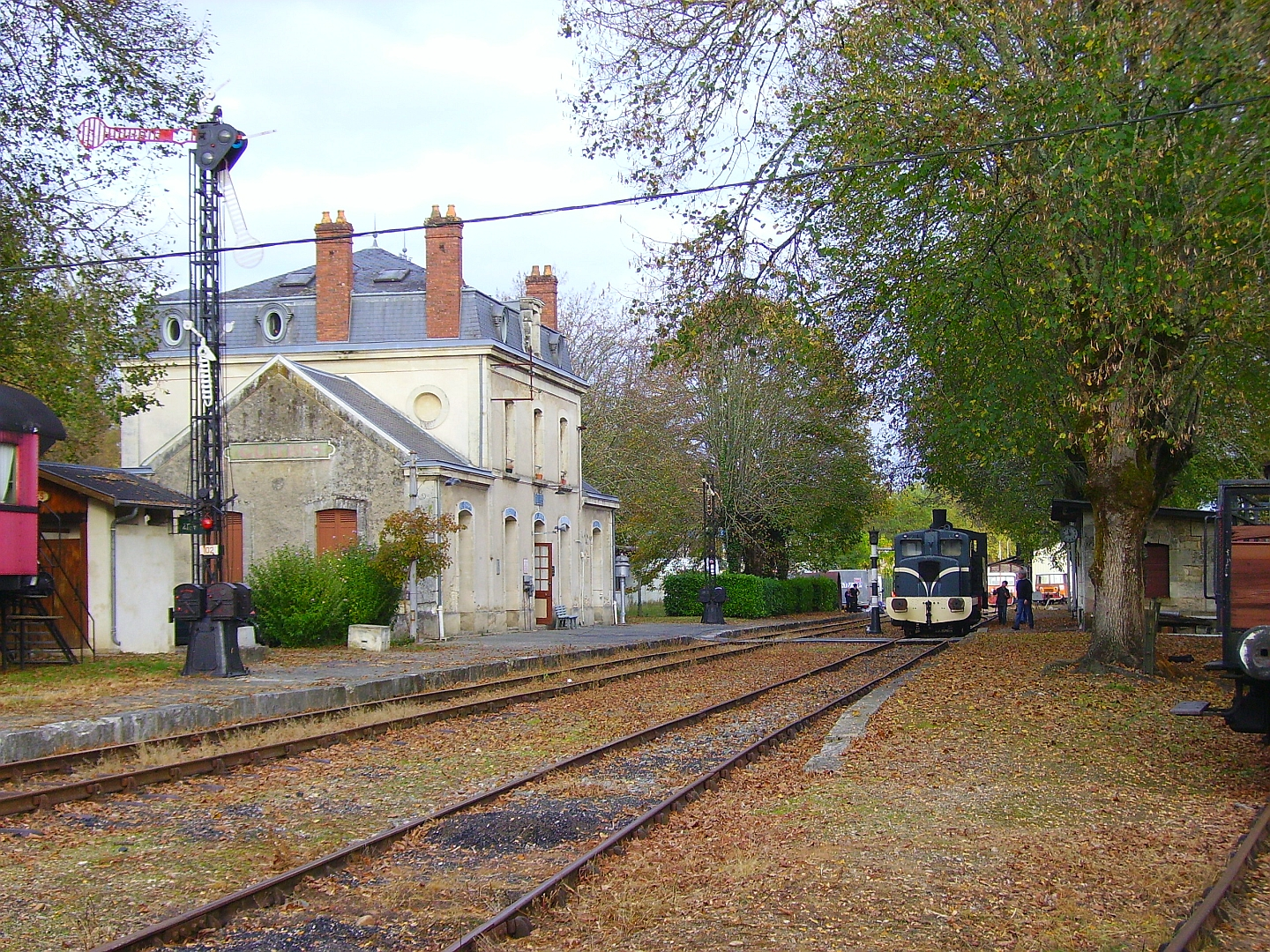
Station Guîtres
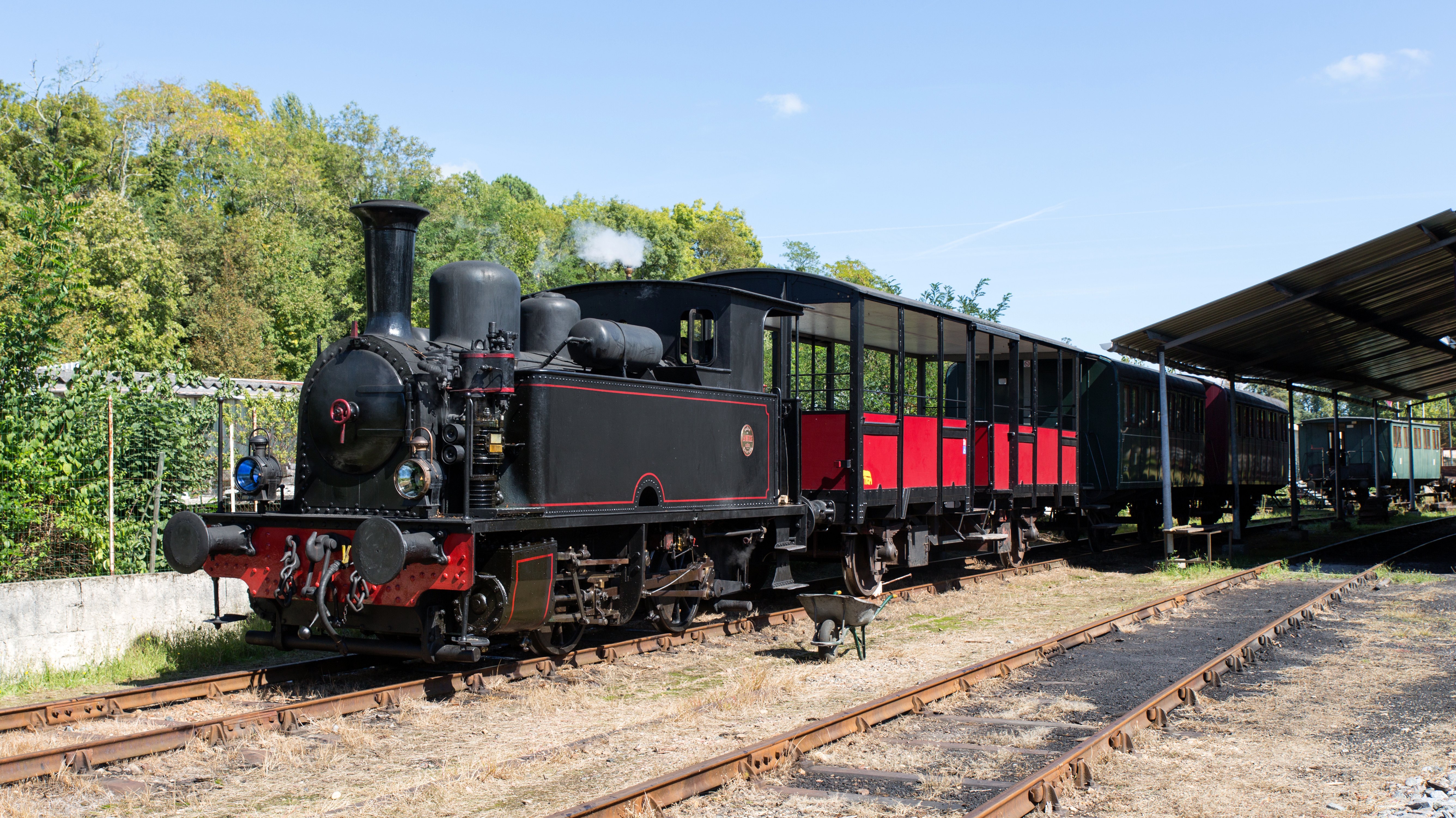
Museumtrein bij Guîtres